# Ibn al-Awwam
Ibn al-Awwam, en àrab: ابن العوام, també conegut com a Abu Zacaria, Abu Zakariya´ Yahya b. Muhammad b. Ahmad Ibn al-`Awwam al-Ishbili (nascut a Sevilla, a la segona meitat del segle xii - mort a mitjans del segle xiii), era un agrònom andalusí d'època almohade, autor d'un famós tractat d'agricultura anomenat Kitab al-Filaha (El llibre de l'agricultura).
Aquesta obra recull tot el que se sabia sobre agricultura i zootècnia en la seva època, però no es va imprimir fins a l'any 1802 a Madrid (segons traducció del tortosí Josep Banqueri). Es va imprimir també traduïda al francès l'any 1865. Des d'aleshores, és una obra de referència en agricultura.
Ibn al-`Awwam té en compte les observacions i informacions d'altres científics de l'època com Al-Dinnouri i Al-Fadel Al Andalusi, i l'agricultura nabatea, a més d'autors clàssic grecs i llatins citant seves obres i reconeixent les seves contribucions. També recull les seves pròpies experiències. Descriu ja el sistema de reg per degoteig. Descriu un total de 585 plantes.
En general, la seva obra fa una descripció basada en l'experiència i defuig d'explicacions màgiques, excepte quan es refereix a la vinya i arbres fruiters en general, en què recomana l'ús d'amulets per a assegurar les collites. En aquest aspecte, l'obra és d'un nivell superior a la de fra Miquel Agustí del segle xvii, en què apareixen moltes observacions no basades en l'experiència. En les fumigacions, esmenta encertadament l'ús de l'arsènic, i també moltes preparacions a base de plantes que no s'han comprovat. En la predicció meteorològica, segueix Ptolemeu i tradicions àrabs que tampoc són efectives. Malgrat estar dins la tradició islàmica, explica la manera de fer vi. La destil·lació se centra a obtenir l'aigua de roses. Entre les plantes de conreu, cita les mongetes, les anomena al lubia del gènere Vigna, ja que les del gènere avui més habitual Phaseolus arribaren d'Amèrica. Una planta aleshores important que detalla és la coloquinta.

## Obra
- El libro de la agricultura de Ibn al-Awwam. Consejería de Agricultura y Pesca de Andalucía. ISBN 84-8474-088-9.